# غزاله آوارزمانی
غزاله آوارزمانی (انگلیسی: Ghazaleh Avarzamani؛ زادهٔ ۱۹۸۰ (۴۴–۴۵ سال)) هنرمند و نمایشگاه‌گردان ایرانی‌الاصل اهل کانادا است که در شهرهای تورنتو و لندن به فعالیت هنری مشغول است.

## زندگی‌نامه
آوارزمانی متولد شهر تهران در ایران است. او در رشته نقاشی در دانشکده هنر دانشگاه آزاد تهران تحصیل کرده است. او در شهرهای دبی و لندن زندگی کرده و در آنجا مدرک کارشناسی ارشد هنرهای زیبا را در سنترال سنت مارتینز در سال ۲۰۱۳ و پیش از ورود به کانادا در سال ۲۰۱۶ دریافت کرد. او در سال ۲۰۲۱ تابعیت کانادایی خود را اخد کرده است.

## پیشه هنری
آثار تعاملی در مقیاس بزرگ آوارزمانی به ساختارهای قدرت هژمونیک می‌پردازد و در عین حال بررسی می‌کند که چگونه ساختارهای نهادی و روش‌های آموزشی می‌توانند ساختار روانی-اجتماعی دانش را شکل دهند. او اغلب با استفاده از منابع زندگی روزمره و فرهنگ مردمی، هنرش را در فضای عمومی بروز داده و آن را گسترش می‌دهد. نمایشگاه‌های بین‌المللی آورزمانی شامل SOMA در مکزیکوسیتی (۲۰۱۸) و بنیاد دلفینا در لندن (۲۰۲۲) است. او در سال ۲۰۱۳ جایزه عمارت قرمز را دریافت کرد. آوارزمانی در سال ۲۰۱۹ برنده نمایشگاه مونوگرافی سال از انجمن گالری‌های هنری انتاریو شد و در سال ۲۰۲۲ در فهرست طولانی جایزه هنر سوبی قرار گرفت.

## آثار
از ۲۹ سپتامبر ۲۰۲۱ تا ۹ ژانویه ۲۰۲۲، یکی از |آثار غزاله آوارزمانی به نام مشربیه در نمایشگاه GTA21 موزه هنرهای معاصر تورنتو (MOCA) نصب شد. در این نمایشگاه آثاری از بیست و یک هنرمند مرتبط با کلان‌شهر تورنتو به نمایش گذاشته شد. صفحه پنجره آبی روشن که از دیوار جلوی بیرونی گالری به عنوان اولین نشانه قابل مشاهده از نمایشگاه دیده می‌شود، به بینندگان اجازه می‌دهد به بیرون نگاه کنند، اما نه به داخل. این اثر از «مرز بین فضای عمومی و خصوصی، تعامل بین کدورت و شفافیت، توهم و سرخوردگی، و همچنین اتفاقی که می‌افتد وقتی یک نماد فرهنگی به یک ساختار عمومی خارجی منتقل می‌شود» صحبت می‌کند. اثر دیگری از او به نام Forced Afloat به مناسبت دوسالانه هنر تورنتو (۲۰۲۲) در کلیسای پنطیکاستی نصب شده است. این اثر متشکل از بیش از ۷۰۰۰ فوت مربع مالچ لاستیکی آبی - ساخته شده از لاستیک بازیافتی و لاستیک‌های مشتق شده از نفت و استفاده مکرر در زمین‌های بازی کودکان - که در یک قاب سیمانی مدور قرار داده شده است. این اثر توهم یک استخر را در ذهن بیننده تداعی می‌کند.

## نمایشگاه‌ها
آثار هنری آورزمانی بارها در نمایشگاه‌های انفرادی و گروهی در سطح بین‌المللی به نمایش گذاشته شده است. نمایشگاه‌های انفرادی شامل موزه آقاخان در تورنتو (۲۰۲۱، ۲۰۲۲)، گالری نیکلاس رابرت در مونترال (۲۰۲۱)، مرکز هنرهای کوفلر در تورنتو (۲۰۱۹)، گالری آب انبار در تهران (۲۰۱۶)، خانه آسیا در لندن (۲۰۱۴)، گالری نور در لندن (۲۰۱۳) و گالری اعتماد در تهران (۲۰۱۳) است.
برخی نمایشگاه‌های گروهی متعدد او عبارتند از: موزه هنرهای معاصر (MOCA) تورنتو (۲۰۲۱)، هنر معاصر آرسنال در تورنتو (۲۰۲۰)، گالری هنر بوکنی در میلان (۲۰۱۸)، گالری آرتمارک در وین (۲۰۱۶)، گالری هما در تهران (۲۰۱۵)، گالری اعتماد در لندن (۲۰۱۵) و گالری گوشه در لندن (۲۰۱۱).